# William Isaac Hull
William Isaac Hull (Baltimora, 1843 – 1939) è stato un pacifista e storico statunitense.
Quacchero, fu professore di storia allo Swarthmore College dal 1892 fino alla morte. È ricordato per l'intensa attività saggistica intorno a temi quali i quaccheri nei Paesi Bassi, la figura di William Penn, i rapporti fra stati e la ricerca di una pace globale.

## Biografia
Studiò alla  Johns Hopkins University dove ottenne un Ph.D. nel 1892. Studiò storia anche all'estero: nel 1891 a Berlino, nel 1907 a Leida.
Nel 1898 si sposò con Hannah Hallowell Clothier, sua collega allo Swarthmore College. Con la moglie si impegnò fortemente per la causa della pace nel mondo.
Partecipò all'istituzione dell'Organizzazione centrale per una pace duratura (L'Aia, 1915).